# هيفاء جبري
هيفاء جبري هي مبارزة سيف تونسية، تمارس المبارزة و سيف الشيش الفردي. وشقيقة عزه، هالة، ريم وأحمد عزيز وهم مبارزون في نفس الإختصاص وفائزون بألقاب وطنية وأفريقية.